# Wang Zhiming
Wang Zhiming (em chinês: 王志明, pinyin: Wang Zhiming) (Wuding, 1907 - Wuding, 29 de dezembro de 1973) foi um pastor chinês. Reconhecido em 1981 como mártir da Revolução Cultural Chinesa tendo sido em julho de 1998, lembrado como estátua na Abadia de Westminster. 

## Vida e trabalho
Wang nasceu em Wuding em 1907, um ano após os missionários cristãos Samuel Pollard, Arthur G. Nicholls, George E. Metcalf e Gladstone Porteous terem evangelizado pela primeira vez aquele condado. Por causa do trabalho desses missionários entre os Miaos de Wuding e outras minorias, em 1949, havia mais de 130.000 protestantes na província de Yunnan. 
Wang foi educado em escolas cristãs e posteriormente, lecionou em uma por dez anos. Em 1944, foi eleito presidente da igreja de Sapushan em Wuding, em 1951 foi ordenado pastor com a idade de 44 anos. Na década de 1950, Wan estava entre os seis líderes cristãos Miao que assinaram o Manifesto das Três Autonomias.  No entanto, embora Wang demonstrasse lealdade ao estado, se recusou a participar de assembleias de denúncias realizadas para humilhar os latifundiários e não queria fomentar o ódio contra as potências estrangeiras.
Minhas mãos tem batizado muitos convertidos, e não devem ser usadas para coisas pecaminosas— Wang ao se recusar a denunciar e humilhar senhorios.
Por se recusar a atender a todas as exigências do Manifesto das Três Autonomias e criticar as campanhas ateístas da Guarda Vermelha local, Wang foi declarado contrarrevolucionário.

## Martírio
Pelo menos vinte e um cristãos do Condado de Wuding foram presos durante a Revolução Cultural; outros foram denunciados, linchados ou enviados para campos de concentração. Em 1969, Wang, sua esposa e filhos foram presos.  Em 29 de dezembro de 1973, Wang foi executado em um estádio na frente de mais de dez mil pessoas, a maioria cristãos, como o intuito de intimidá-los, no entanto, muitas das testemunhas se revoltaram ali mesmo, linchando os funcionários que o executaram. 

## Legado
A esposa de Wang foi presa por três anos, dois de seus filhos foram presos por nove anos, e outro filho cometeu suicídio depois de ser encarcerado.  Em 1980, após a Revolução Cultural, tentativas oficiais para ressarcir os miaos incluiu um pagamento de 1300 RMB  a família de Wang, contudo, a real compensação pelo grande sofrimento de Wang e os outros cristãos em Wuding se deu através do crescimento da igreja naquele lugar. Quando Wang Zhiming foi preso, havia 2.795 cristãos em Wuding. Em 1980, aumentou para cerca de 12.000, e Wuding agora tem mais de 30.000 cristãos e mais de 100 locais de culto. No entanto, ainda há perseguições esporádicas aos cristãos na cidade.
Wang é sempre lembrado com reverência nas igrejas de Wuding.